# Famille de Villars (Lyonnais)
Pour les articles homonymes, voir Villars.
Ne doit pas être confondu avec Famille de Villars (Dombes) ou Maison de Thoire-Villars.
La famille de Villars est une famille noble française éteinte, originaire du Lyonnais, et du Forez, dont l'une des deux branches a donné cinq archevêques de Vienne ainsi que plusieurs officiers dont un maréchal de France (1702).

## Histoire
La famille de Villars est une famille consulaire de Lyon, mentionnée dès 1320 (Rivoire de La Bâtie, 1867) ou 1438 (Warren). Cependant, la « filiation prouvée de cette famille commence avec Pierre de Villars, marchand, Echevin de Lyon en 1543 ».
Cette famille de négociant a suffisamment d'influence pour que cinq de ses membres occupent le siège métropolitain et rhodanien de Vienne, entre 1576 et 1693.

## Filiation
- Pierre de Villars, marchand, échevin de Lyon (1543), ∞ Suzanne Jobert.
  - François de Villars (1514-1584), échevin de Lyon, ∞ Françoise Gayane. 
    - Pierre (II) de Villars (1543-1613), évêque de Mirepoix (1576-1587), archevêque de Vienne (1587-1598).
    - Balthazar de Villars († 1629), seigneur du Bosquet et de Laval, conseiller du Roi, président en la sénéchaussée et au présidial de Lyon, premier président du Parlement des Dombes, prévôt des marchands de Lyon, ⚭ Louise de Langes. dont une ou deux filles selon les auteurs
      - Hélène de Villars, ⚭ Pierre de Sève.
      - Eléonore de Villars, ⚭ Humbert de Chaponay.
      - Claire de Villars, ⚭ Arthur de Loras, seigneur de Monplaisant.

  - Claude Ier de Villars (vers 1512/1515-1596), seigneur de La Chapelle et Maclas, capitaine-châtelain de Condrieu, ⚭ (1544) à Charlotte Gayant (sœur de Françoise ci-dessus).
    - Claude II de Villars (1545-1624), ⚭ (1581) Anne de Fay.
      - Claude III de Villars, ⚭ (1620) Charlotte de Louet/Louvet de Nogaret-Calvisson d'Ornaisons de St-Alban.
        - Pierre de Villars (1623-1698), dit par courtoisie le marquis de Villars, ⚭ (1651) l’épistolière Marie Gigault de Bellefonds, nièce du maréchal de Bellefonds.
          - Claude Louis Hector de Villars (1653-1734), maréchal de France, Ier duc et pair de Villars.
            - Honoré-Armand de Villars (1702-1770), 2e et dernier duc et pair de Villars.

          - Armand de Villars.

        - Henri de Villars (vers 1621-1693), archevêque de Vienne (1662-93).
        - Charles.

      - Pierre (III) de Villars (1588-1662), archevêque de Vienne (1626-1662).

    - Nicolas de Villars (1588-1662), évêque d'Agen.
    - François de Villars († avant 1624), garde du grenier à sel de Condrieu, ⚭ (1o 1580) Claude/Claudine de Tournon-Roussillon, et (2o 1598) Isabeau Guillot
      - avec postérité des deux mariages : branche des seigneurs de La Garde, Caseneuve et Bussière(s).

  - Pierre (Ier) de Villars (vers 1517-1592), évêque de Mirepoix (1561-1576), archevêque de Vienne  (1576-1587).

## Titres
Le titre de duc de Villars est donné en 1705 à Claude Louis Hector de Villars. Le siège de ce duché se situait à Vaux-le-Vicomte (vicomté de Melun ; duché-pairie en 1709), et le berceau familial à La Chapelle-Villars (Loire).
Il ne faut pas confondre ce duché avec un autre duché de Villars, constitué en 1627/1628 pour la maison de Brancas, et qui tirait son nom de Villars dans le Vaucluse ; ni avec la baronnie puis comté puis marquisat (à Villars-les-Dombes), qui appartient à l'origine aux Villars.

## Armes
| Maison de Villars | Les armes de la famille de Villars se blasonnent ainsi : D'azur à trois molettes (d'éperon) d'or ; au chef d'argent, chargé d'un lion léopardé de gueules., Les lettres de noblesse de Claude Louis Hector de Villars donnent d'azur au chef cousu de gueules, chargé d'un lion léopardé d'argent., |